# Société française des papiers peints
La Société française des papiers peints , connue sous le nom commercial ESSEF - Décors muraux ou encore Racorama, était un acteur majeur du marché du papier peint en Europe.
La société ESSEF est placée en liquidation judiciaire le 27 avril 2006.

## Historique
L'entreprise fortement déficitaire (57 % de son chiffre d'affaires hors taxes) a été placée en juillet 2004 en redressement judiciaire puis en avril 2006 en liquidation judiciaire. Elle employait 215 personnes.

## Organisation

### Dirigeants
De la création de Essef (Société Française des Papiers peints) en 1881 par Jules Roger à sa cessation d'activité en 2006, trois générations se sont entièrement consacrées à cette société.  